# Bronisław Bula
Bronisław Bula (* 28. září 1946, Ruda Śląska) je bývalý polský fotbalista, útočník.

## Fotbalová kariéra
Hrál v polské nejvyšší soutěži za Ruch Chorzów, nastoupil v 289 ligových utkáních a dal 82 gólů. S týmem získal tři mistrovské tituly a jednou vyhrál polský fotbalový pohár. V Poháru mistrů evropských zemí nastoupil v 9 utkáních a dal 5 gólů a v Poháru UEFA nastoupil v 17 utkáních a dal 4 góly. Dále hrál Francii za FC Rouen a Arras Football. Za reprezentaci Polska nastoupil v letech 1968-1975 ve 26 utkáních a dal 5 gólů.

## Ligová bilance
| Ročník              | Zápasy | Góly | Klub         |
| ------------------- | ------ | ---- | ------------ |
| Ekstraklasa 1965/66 | 3      | 0    | Ruch Chorzów |
| Ekstraklasa 1966/67 | 25     | 2    | Ruch Chorzów |
| Ekstraklasa 1967/68 | 26     | 3    | Ruch Chorzów |
| Ekstraklasa 1968/69 | 26     | 4    | Ruch Chorzów |
| Ekstraklasa 1969/70 | 26     | 9    | Ruch Chorzów |
| Ekstraklasa 1970/71 | 24     | 8    | Ruch Chorzów |
| Ekstraklasa 1971/72 | 23     | 7    | Ruch Chorzów |
| Ekstraklasa 1972/73 | 25     | 7    | Ruch Chorzów |
| Ekstraklasa 1973/74 | 29     | 10   | Ruch Chorzów |
| Ekstraklasa 1977/75 | 30     | 13   | Ruch Chorzów |
| Ekstraklasa 1975/76 | 29     | 11   | Ruch Chorzów |
| Ekstraklasa 1976/77 | 23     | 1    | Ruch Chorzów |
| Ekstraklasa 1977/78 | 29     | 7    | Ruch Chorzów |
| Ligue 2 1978/79     | 31     | 7    | FC Rouen     |
| Ligue 2 1979/80     | 28     | 2    | FC Rouen     |
| Ligue 2 1980/81     | 32     | 6    | FC Rouen     |
| Ligue 2 1981/82     | 28     | 6    | FC Rouen     |
| Ligue 1 1982/83     | 5      | 0    | FC Rouen     |
| CELKEM Ekstraklasa  | 289    | 82   |              |
| CELKEM Ligue 1      | 5      | 0    |              |